# Calocheiridius mavromoustakisi
Calocheiridius mavromoustakisi är en spindeldjursart som beskrevs av Beier och Frank Archibald Sinclair Turk 1952. Calocheiridius mavromoustakisi ingår i släktet Calocheiridius och familjen Olpiidae. Inga underarter finns listade.